# Jussy (Yonne)
Jussy ist eine französische Gemeinde mit 355 Einwohnern (Stand: 1. Januar 2022) im Département Yonne in der Region Bourgogne-Franche-Comté (vor 2016 Bourgogne); sie gehört zum Arrondissement Auxerre und zum Kanton Vincelles (bis 2015 Coulanges-la-Vineuse). Die Einwohner werden Jussiens genannt.

## Geographie
Jussy liegt etwa 10 Kilometer südlich vom Stadtzentrum von Auxerre im Weinbaugebiet Bourgogne. Umgeben wird Jussy von den Nachbargemeinden Auxerre im Norden, Escolives-Sainte-Camille im Osten und Nordosten, Coulanges-la-Vineuse im Süden und Südosten, Migé im Südwesten, Gy-l’Évêque im Westen sowie Vallan im Nordwesten.

## Bevölkerungsentwicklung
| Jahr                      | 1962 | 1968 | 1975 | 1982 | 1990 | 1999 | 2006 | 2013 |
| Einwohner                 | 288  | 289  | 302  | 363  | 404  | 445  | 444  | 411  |
| Quelle: Cassini und INSEE |      |      |      |      |      |      |      |      |

## Sehenswürdigkeiten
- Kirche Notre-Dame, seit 2012 Monument historique

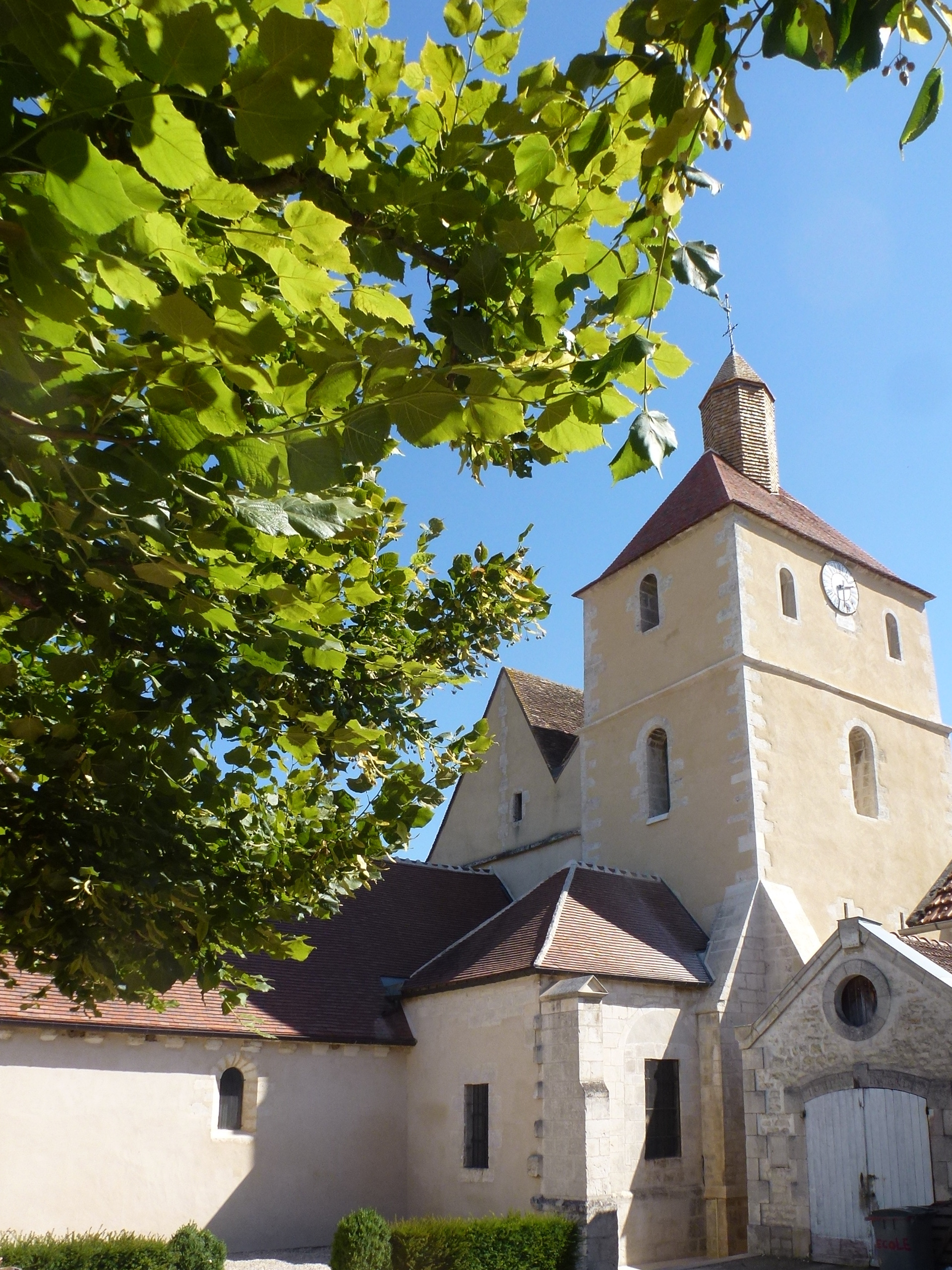
Kirche Notre-Dame